# ميلفورد ساوند

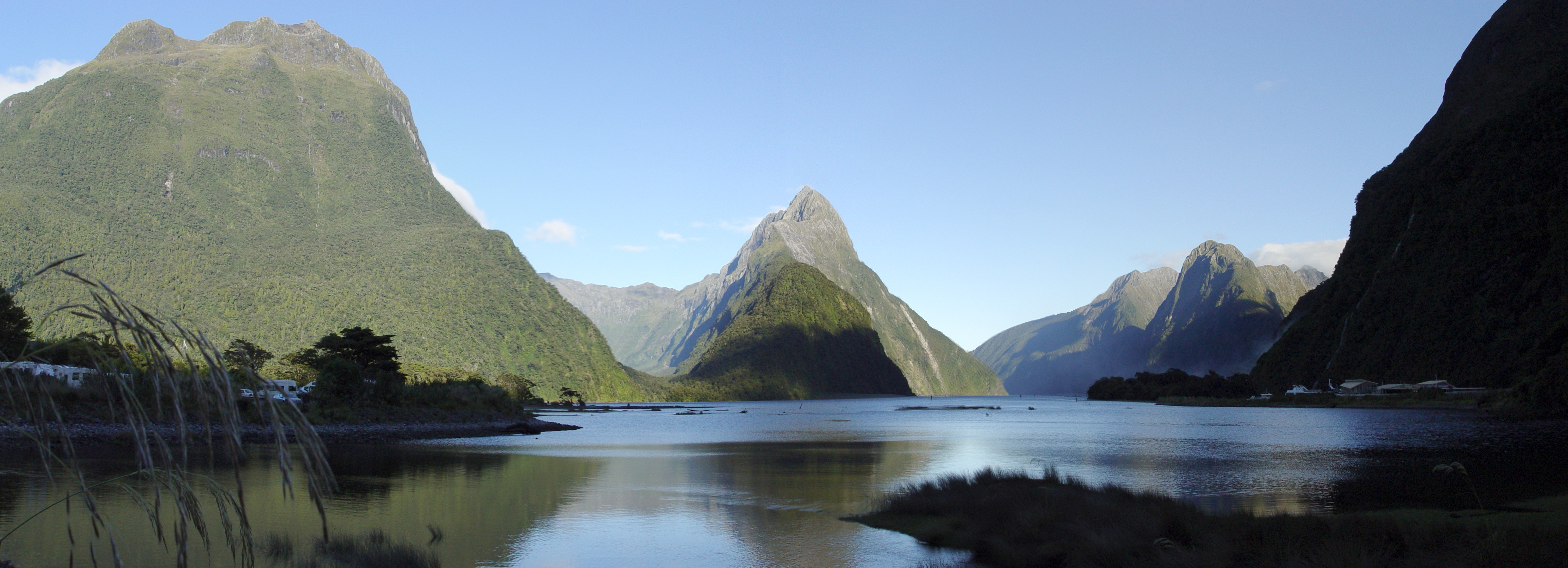
مضيق ملفورد ساوند

يقع مضيق ميلفورد ساوند (بالإنجليزية: Milford Sound) جنوب غرب الجزيرة الجنوبية لنيوزيلندا ضمن حديقة فيوردلاند الوطنية. يمتدّ على مسافة 15 كم داخل البلاد من بحر تسمان، وتحيط به صخور شديدة التحدّر ترتفع 1200 م أو أكثر من كلّ جانب. ومن أبرز ما يتميّز به قمّة ميتر Mitre بارتفاع 1692 م فوق المضيق، قمّة الفيل Elephant على شكل رأس الفيل بارتفاع 1517 م، قمّة الأسد Lion Mountain على شكل أسد جاثم بارتفاع 1302 م. وتلتصق بهذه المنحدرات الغابات المطيرة الوافرة الاخضرار، وتكثر حيوانات الفقمة وطيور البطريق والدلافين في مياه المضيق

## المناخ
يظهر الجدول التالي التغييرات المناخية على مدار السنة لميلفورد ساوند:
| البيانات المناخية لـميلفورد ساوند             | البيانات المناخية لـميلفورد ساوند | البيانات المناخية لـميلفورد ساوند | البيانات المناخية لـميلفورد ساوند | البيانات المناخية لـميلفورد ساوند | البيانات المناخية لـميلفورد ساوند | البيانات المناخية لـميلفورد ساوند | البيانات المناخية لـميلفورد ساوند | البيانات المناخية لـميلفورد ساوند | البيانات المناخية لـميلفورد ساوند | البيانات المناخية لـميلفورد ساوند | البيانات المناخية لـميلفورد ساوند | البيانات المناخية لـميلفورد ساوند | البيانات المناخية لـميلفورد ساوند |
| الشهر                                         | يناير                             | فبراير                            | مارس                              | أبريل                             | مايو                              | يونيو                             | يوليو                             | أغسطس                             | سبتمبر                            | أكتوبر                            | نوفمبر                            | ديسمبر                            | المعدل السنوي                     |
| --------------------------------------------- | --------------------------------- | --------------------------------- | --------------------------------- | --------------------------------- | --------------------------------- | --------------------------------- | --------------------------------- | --------------------------------- | --------------------------------- | --------------------------------- | --------------------------------- | --------------------------------- | --------------------------------- |
| الدرجة القصوى °م (°ف)                         | 28.3 (82.9)                       | 28.2 (82.8)                       | 27.4 (81.3)                       | 23.7 (74.7)                       | 20.7 (69.3)                       | 17.7 (63.9)                       | 16.9 (62.4)                       | 18.9 (66.0)                       | 20.8 (69.4)                       | 23.4 (74.1)                       | 25.9 (78.6)                       | 27.7 (81.9)                       | 28.3 (82.9)                       |
| متوسط درجة الحرارة الكبرى °م (°ف)             | 18.7 (65.7)                       | 19.0 (66.2)                       | 17.7 (63.9)                       | 15.5 (59.9)                       | 12.4 (54.3)                       | 9.5 (49.1)                        | 9.3 (48.7)                        | 11.2 (52.2)                       | 12.9 (55.2)                       | 14.3 (57.7)                       | 15.7 (60.3)                       | 17.5 (63.5)                       | 14.5 (58.1)                       |
| المتوسط اليومي °م (°ف)                        | 14.5 (58.1)                       | 14.7 (58.5)                       | 13.5 (56.3)                       | 11.2 (52.2)                       | 8.4 (47.1)                        | 5.8 (42.4)                        | 5.4 (41.7)                        | 6.8 (44.2)                        | 8.5 (47.3)                        | 10.1 (50.2)                       | 11.6 (52.9)                       | 13.5 (56.3)                       | 10.4 (50.7)                       |
| متوسط درجة الحرارة الصغرى °م (°ف)             | 10.3 (50.5)                       | 10.4 (50.7)                       | 9.2 (48.6)                        | 6.9 (44.4)                        | 4.4 (39.9)                        | 2.1 (35.8)                        | 1.5 (34.7)                        | 2.4 (36.3)                        | 4.1 (39.4)                        | 5.9 (42.6)                        | 7.5 (45.5)                        | 9.5 (49.1)                        | 6.2 (43.2)                        |
| أدنى درجة حرارة °م (°ف)                       | 3.5 (38.3)                        | 2.8 (37.0)                        | 0.5 (32.9)                        | −1.7 (28.9)                       | −3 (27)                           | −4.3 (24.3)                       | −6.1 (21.0)                       | −3.3 (26.1)                       | −2.2 (28.0)                       | −1 (30)                           | 0.2 (32.4)                        | 1.5 (34.7)                        | −6.1 (21.0)                       |
| معدل هطول الأمطار مم (إنش)                    | 632.8 (24.91)                     | 499.6 (19.67)                     | 601.1 (23.67)                     | 548.1 (21.58)                     | 566.4 (22.30)                     | 424.1 (16.70)                     | 393.9 (15.51)                     | 428.7 (16.88)                     | 540.1 (21.26)                     | 631.3 (24.85)                     | 566.6 (22.31)                     | 595.0 (23.43)                     | 6٬412٫2 (252.45)                  |
| متوسط الأيام الممطرة (≥ 1.0 mm)               | 15.7                              | 13.1                              | 14.7                              | 14.7                              | 15.5                              | 14.0                              | 13.8                              | 15.3                              | 16.5                              | 18.0                              | 16.2                              | 16.5                              | 183.9                             |
| متوسط الرطوبة النسبية (%) (at {{{time day}}}) | 87.5                              | 90.1                              | 91.3                              | 91.9                              | 91.6                              | 91.6                              | 91.0                              | 90.7                              | 90.2                              | 88.2                              | 85.5                              | 85.3                              | 89.6                              |
| المصدر: CliFlo                                |                                   |                                   |                                   |                                   |                                   |                                   |                                   |                                   |                                   |                                   |                                   |                                   |                                   |